# 柯尼斯堡證券交易所

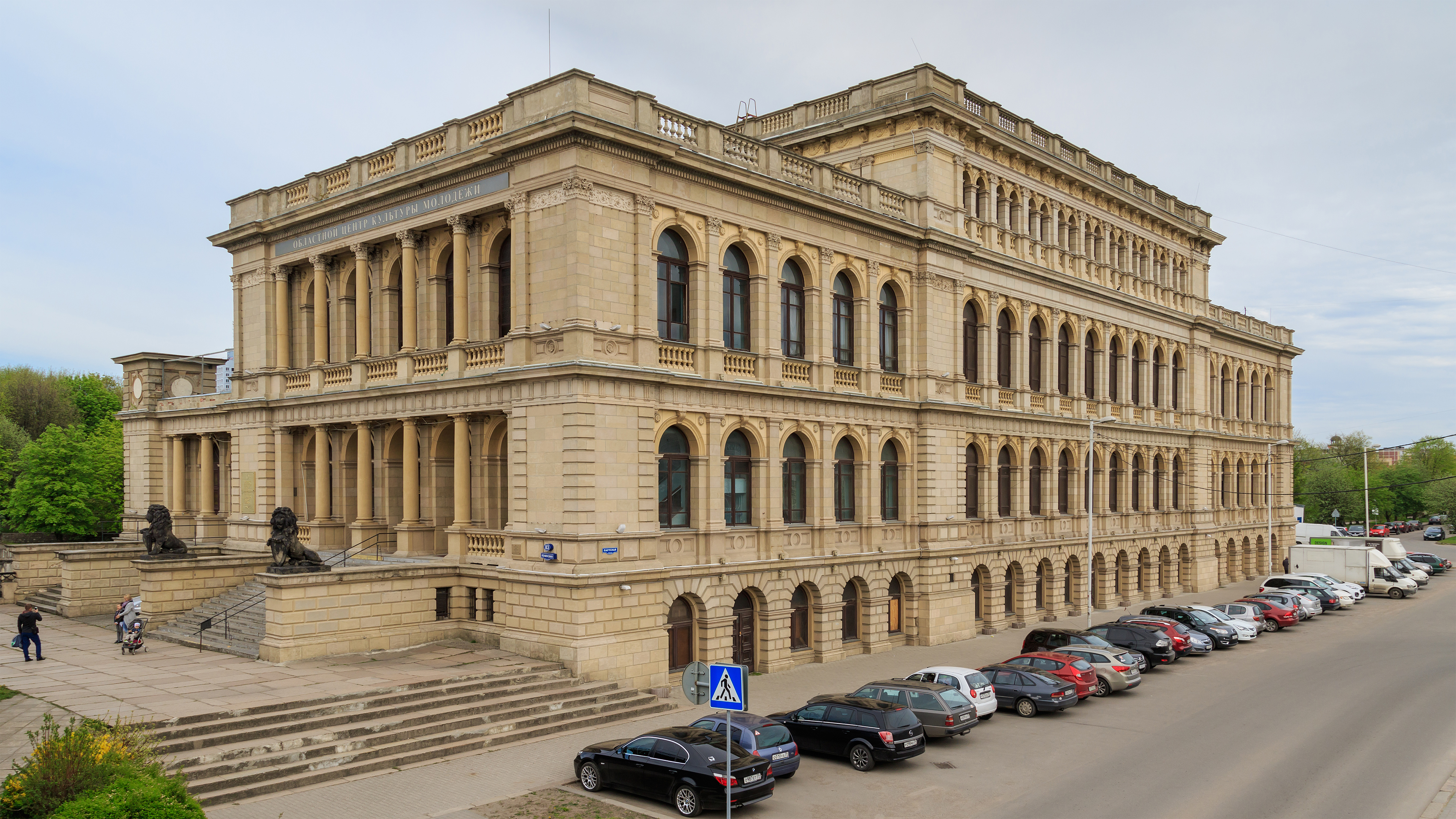
柯尼斯堡證券交易所

柯尼斯堡證券交易所（德語：Königsberger Börse）曾是德國城市柯尼斯堡的證券交易所，也是少數柯尼斯堡在第二次世界大戰中倖存的建築。該建築現在是俄羅斯城市加里寧格勒的文化中心。柯尼斯堡最初的證券交易所設立在1619年。現在的建築由不來梅建築家Heinrich Müller修建於1870至75年。1967年，蘇聯當局決定將這種建築物改進為海洋文化中心，因為他們認為這座建築含有俄羅斯新古典主義建築元素。 